# انتخابات شوراهای شهر ایران (۱۳۵۸)
نخستین انتخابات شوراهای شهر جمهوری اسلامی ایران روز جمعه ۲۰ مهر ۱۳۵۸ برگزار شد. انتخابات در مرکز شهرستان‌های کشور به جز چند کلانشهر به اجرا درآمد.
انتخابات شوراها با مشارکت پایین مردم برگزار گشت و در برخی شهرها به درگیری و اعتراض انجامید. نتیجهٔ این رویدادها، تشکیل نشدن شورای برخی شهرها پس از انتخابات، انحلال شورای چندین شهر پس از آن، سرانجام انحلال همهٔ شوراها بود.
پس از این، انتخابات سراسری شوراهای شهر تا سال ۱۳۷۷ برگزار نشد.

## پیشینه
یکی از مبحث‌های مطرح پس از پیروزی انقلاب اسلامی، تشکیل شورای شهر بود. از جمله فعالان این عرصه که تلاش زیادی برای تشکیل شورای شهر کرد، سید محمود طالقانی بود.
کمتر از یک ماه از برگزاری همه‌پرسی نظام جمهوری اسلامی، سید روح‌الله خمینی در ۹ اردیبهشت ۱۳۵۸ فرمانی دربارهٔ شوراهای محلی صادر کرد:
در جهت استقرار حکومت مردمی در ایران و حاکمیت مردم بر سرنوشت خویش، که از ضرورتهای جمهوری اسلامی است، لازم می‌دانم بی‌درنگ به تهیه آیین نامه اجرایی شوراها برای اداره امور محلی شهر و روستا در سراسر ایران اقدام، و پس از تصویب به دولت ابلاغ نمایید تا دولت بلافاصله به مرحله اجرا درآورد.— سید روح‌الله خمینی، صحیفه امام. ج. ۷. ص. ۱۶۷.
پس از مطالعه و تدوین پیش‌نویس‌ها و رفت و برگشت و ارائهٔ لایحه‌ها، در نهایت شورای انقلاب در ۴ تیر «قانون شوراهای محلی» و سپس در ۱ مهر «لایحهٔ قانونی انتخابات شوراهای شهر و طریقهٔ اداره آن» را به تأیید رساند.
سید روح‌الله خمینی در آستانهٔ برگزاری انتخابات، در سخنرانی خود به انتخابات شوراها پرداخت و دربارهٔ ویژگی‌های آن مطالبی بیان نمود.

## برگزاری
با تأیید لایحهٔ هزینه‌کرد انتخابات در ۱۵۶ شهر مرکز شهرستان‌ها توسط شورای انقلاب در ۱۹ مهر، دولت موقت انتخابات را در آن شهرها برگزار کرد و انتخابات ۶ شهر بزرگ (تهران، مشهد، اصفهان، تبریز، شیراز، اهواز) به همراه دیگر بخش‌های کشور به آینده موکول شد، چراکه قانون شرایط انتخابات در این ۶ شهر هنوز مشخص نشده‌بود. بنابراین انتخابات تنها در حدود یک سوم شهرهای کشور برگزار شد.
انتخابات در برخی شهرها به آشوب کشیده شد. همچنین نتیجه و برگزاری آن مورد اعتراض برخی گروه‌ها قرار گرفت. برای نمونه در زاهدان درگیری مسلحانه رخ داد، در ایلام گروهی از معترضان تظاهرات کردند، در نهاوند در پی اعتراض‌ها انتخابات برگزار نگردید، و شهرهای دیگری نیز شاهد اعتراض برخی گروه‌ها و نامزدها بود.
در ادامه نیز روند انحلال‌ها و ابطال انتخابات ادامه یافت. انتخابات در رشت منحل شد. همچنین انتخابات در سلماس، بروجرد، خلخال، نهاوند، سراب، سردشت، تالش، زاهدان، نبری (؟)، سراوان متوقف شد و در سنندج، سقز، بانه، مهاباد، سردشت، پیرانشهر منحل گشت.

## انحلال شوراها
نتیجهٔ مطلوب از این شوراها به دست نیامد و حتی مردم از آن استقبال زیادی نکردند. این عوامل موجب شد با توجه به موقعیت ضعیف شوراها و درگیری‌های منطقه ای و اختلافات سیاسی، شوراها عملاً پس از مدتی منحل شدند و فقط بعضی از شوراها ماندند.
در حالی که وزارت کشور برگزاری انتخابات در برخی شهرها را متوقف یا باطل کرده‌بود، پس از آن نیز روند اعتراض‌ها ادامه داشت. هنوز چند روزی از انتخابات نگذشته‌بود که روند استعفاها آغاز گردید، از جمله اعضای شورای شهر آبادان دسته‌جمعی استعفا کردند. تا جایی که در ۵ آبان احمد نوربخش رئیس ستاد انتخابات، خبر از انحلال شورای ۲۵ شهر داد.
سرانجام، شوراها پس از مدتی منحل شد.

## پی‌نوشت و منبع
1. ↑  «20 مهر 1358: برگزاری اولين انتخابات شوراهاي اسلامي شهر و روستا». مرکز اسناد انقلاب اسلامی. ۲۰ مهر ۱۳۹۷.[پیوند مرده]
2. 1 2 3  «لایحه قانونی انتخابات شوراهای شهر و طریقه اداره آن». مرکز پژوهش‌های مجلس شورای اسلامی.[پیوند مرده]
3. 1 2  «نتایج انتخابات شوراهای شهر اعلام شد» (PDF). روزنامهٔ اطلاعات (۱۵۹۷۶): ۱۱. ۲۲ مهر ۱۳۵۸.
4. ↑  Beck, Lois (2014), Nomads in Postrevolutionary Iran: The Qashqa'i in an Era of Change, Routledge, pp. 107–108, ISBN 9781317743873
5. 1 2  بیژنی، مریم (۱۳ شهریور ۱۳۸۵). «قانون شوراها در گذر زمان». روزنامهٔ شرق (۸۵۰).
6. ↑  «قانون شوراهای محلی». مرکز پژوهش‌های مجلس شورای اسلامی. بایگانی‌شده از اصلی در ۴ ژوئیه ۲۰۱۹. دریافت‌شده در ۲۳ اوت ۲۰۲۰.
7. ↑  صحیفه امام. ج. ۱۰. صص. ۲۱۶–۲۲۴. بایگانی‌شده از اصلی در ۲۶ ژانویه ۲۰۲۱. دریافت‌شده در ۲۶ اوت ۲۰۲۰.
8. ↑  «لایحه قانونی اجازه هزینه انجام انتخابات شوراهای شهر در 156 شهر مرکز شهرستان از مانده اعتبار صرفه جویی شده انتخابات مجلس بررسی نهایی قانون اساسی». مرکز پژوهش‌های مجلس شورای اسلامی. بایگانی‌شده از اصلی در ۱ ژانویه ۲۰۱۵. دریافت‌شده در ۲۳ اوت ۲۰۲۰.
9. ↑  «انتخابات ۵ شهر بزرگ کشور از محله‌ها آغاز می‌شود» (PDF). روزنامهٔ اطلاعات (۱۵۹۸۲): ۱ و ۲. ۲۹ مهر ۱۳۵۸.
10. ↑  «در اغلب شهرهای کشور انتخابات شورای شهر برگزار شد» (PDF). روزنامهٔ اطلاعات (۱۹۹۷۵): ۳. ۲۱ مهر ۱۳۵۸.
11. ↑  «انتخابات شورای شهر رشت منحل شد» (PDF). روزنامهٔ اطلاعات (۱۵۹۷۷): ۱. ۲۳ مهر ۱۳۵۸.
12. ↑  «از سوی وزارت کشور انتخابات ۶ شهر باطل اعلام شد» (PDF). روزنامهٔ اطلاعات (۱۵۹۷۸): ۱.
13. ↑  «استفعای دسته‌جمعی اعضای شورای شهر آبادان» (PDF). روزنامهٔ اطلاعات (۱۵۹۸۱): ۱ و ۲. ۲۸ مهر ۱۳۵۸.
14. ↑  «رئیس ستاد انتخابات وزارت کشور: شوراهای ۲۵ شهر منحل شد». روزنامهٔ کیهان (۱۰۸۴۱): ۱. ۵ آبان ۱۳۵۸.
15. ↑  در این باره در منبع‌های مختلف اطلاعات نادقیق و متناقضی ارائه شده.